# Дренажа киселина из рудника
Одводњавање киселина из рудника, кисела и метална дернажа ( АМД ) или дренажа киселих стена ( АРД ) представља одлив киселе воде из рудника метала или рудника угља .
Одводњавање киселих стена природно се јавља у неким срединама као део процеса временских утицаја на стене, али се погоршава великим земаљским поремећајима карактеристичним за рударство и друге велике грађевинске активности, обично унутар стена које садрже много сулфидних минерала . Подручја у којима је земља поремећена (нпр. градилишта, преградни и транспортни коридори) могу створити дренажу киселих стена. У многим местима, течност која се одводи из залиха угља, руководилишта постројења угља, перионица угља и отпада угља могу бити врло кисела и у таквим случајевима се третира као дренажа киселих стена. Ова течност често садржи отровне метале, попут бакра или гвожђа. Они, у комбинацији са смањеним pH, имају штетан утицај на водено окружење потока.
Иста врста хемијских реакција и процеса може се десити поремећајем киселих сулфатних земљишта насталих у приобалним или естуаринским условима након последњег већег пораста нивоа мора и представља сличну опасност за животну средину .

## Номенклатура
Историјски гледано, кисела испуштања из активних или напуштених рудника називали су се одводњавањем киселина из рудника или АМД. Израз дренажа киселих стена, или АРД, уведен је 1980-их и 1990-их година да би указао на то да кисела дренажа може потицати из извора који нису рудници. На пример, рад представљен 1991. године на великој међународној конференцији на ову тему насловљен је: „Предвиђање дренаже киселинских стена - поуке из базе података“ I АМД и АРД односе се на воде са ниским pH или киселе воде изазване оксидацијом сулфидних минерала, мада је АРД име које се више користи.
У случајевима када дренажа из рудника није кисела и у њој су растворени метали или металоиди, или је првобитно била кисела, али је неутралисана дуж путање протока, тада се то описује као „неутрална дренажа из рудника“, „вода под утицајем рударства“. „  или на неки други начин. Ниједно од ових других имена није добило опште прихватање.

## Појава
Подземни коп често напредује испод нивоа воде, па се вода мора стално испумпавати из рудника како би се спречило поплављење. Када се рудник напусти, пумпање престаје, а вода га поплавља. Ово увођење воде је почетни корак у већини ситуација са дренажом киселих стена. Шипови или баре, јаловишта, одлагалишта стена од рудника, и остаци угља такође су важан извор одводње киселих рудника.
Након излагања ваздуху и води, оксидација металних сулфида (често пирита, који је гвожђе-сулфид) унутар околних стена и јаловине ствара киселост. Колоније бактерија и археје у великој мери убрзавају разградњу металних јона, мада се реакције дешавају и у абиотском окружењу. Ови микроби, звани екстремофили због способности преживљавања у суровим условима, природно се јављају у стени, али ограничена залиха воде и кисеоника обично одржава њихов број на ниском нивоу. Посебни екстремофили познати као ацидофите посебно фаворизују низак пХ ниво напуштених рудника. Конкретно, Ацидитхиобациллус ферроокиданс је кључни фактор оксидације пирита.
Рудници метала могу стварати јако кисела испуштања тамо где је руда сулфидни минерал или је повезана са пиритом. У овим случајевима преовлађујући метални јон можда није гвожђе, већ цинк, бакар или никл . Најчешће минирана руда бакра, халкопирит, сама је бакар-гвожђе-сулфид и јавља се са низом других сулфида. Стога су рудници бакра често главни проблем за одводњавање киселих рудника.
У неким рудницима кисела дренажа се открива у року од 2–5 година од почетка рударства, док се у другим рудницима не открива неколико деценија.  Поред тога, кисела дренажа може се стварати деценијама или вековима након што је први пут откривена. Из тог разлога, одводњавање киселих рудника сматра се озбиљним дугорочним еколошким проблемом повезаним са рударством. 

## Ефекти

### Ефекти на pH
Температура воде и до 47 °C   измерени су под земљом у Руднику гвоздених горских гвожђа, а pH може бити и до -3,6.
Организми који узрокују одводњавање киселих рудника могу успевати у водама са pH врло близу нуле. Негативни pH  се јавља када вода испарава из већ киселих базена, повећавајући тако концентрацију водоникових јона.
Отприлике половина испуста рудника угља у Пенсилванији има pH испод 5. Међутим, део рударске дренаже и у битуменском и у антрацитном делу Пенсилваније је алкалан, јер кречњак у јаловини неутралише киселину пре него што дренажа исцури. 
Одводњавање киселих стена недавно је препрека завршетку изградње Интерстејт 99 у близини Државног Коле у Пенсилванији . Међутим, ова дренажа киселих стена није потекла из рудника; већ је произведен оксидацијом стене богате пиритом која је ископана током пресека пута и затим коришћена као материјал за пуњење у конструкцији И-99.  Слична ситуација се развила на аеродрому Халифак у Канади.  Када су појаве резултат земаљских операција, осим рударства, понекад се назива и „дренажа киселих стена “. 
<span title="This claim needs references to reliable sources. (May 2019)">цитирање потребно</span> ]

### Жути дечко
Када се pH одводње киселина из рудника повиси на 3, било контактом са слатком водом или неутрализујућим минералима, претходно растворљиви јони гвожђа (III) преципитирају као гвожђе (III) хидроксид, жуто-наранџаста чврста супстанца која је у народу позната као жути дечак . Могуће су и друге врсте талога гвожђа, укључујући оксиде гвожђа и оксихидроксиде, и сулфате као што је јаросит . Сви ови талози могу обезбојити воду и угушити биљни и животињски свет на кориту реке, реметећи екосистеме потока (специфично кривично дело према Закону о рибарству у Канади). Процес такође производи додатне јоне водоника, што може додатно смањити pH. У неким случајевима концентрације хидроксида гвожђа код жутог дечака су толико високе да се талог може вадити и користити за комерцијалну употребу у пигментима.

### Контаминација у металима и полуметалима
Многа испуштања киселих стена такође садрже повишене нивое потенцијално токсичних метала, посебно никла и бакра са нижим нивоима низа јона у металинма и полу-металима као што су олово, арсен, алуминијум и манган . Повишени нивои тешких метала могу се растворити само у водама са ниским pH, као што се налази у киселим водама произведеним оксидацијом пирита. У појасу угља око долина јужног Велса у Великој Британији показало се да су посебно кисела испуштања богата никлом са места складишта угља. 

### Ефекти на водене дивље животиње
Дренажа киселина из рудника такође утиче на дивље животиње које живе у погођеном воденом делу. Водени макро бескичмењаци који живе у потоцима или деловима потока погођених одводњом киселих рудника показују мање јединки, мање разноликости и нижу биомасу. Многе врсте риба такође не могу толерисати загађење. Међу макро бескичмењацима, одређене врсте се могу наћи на само одређеним нивоима загађења, док се друге врсте могу наћи у широком распону.

## Идентификација и предвиђање
У рударском окружењу водећа је пракса да се изврши геохемијска процена рудничког материјала током раних фаза пројекта како би се утврдио потенцијал за АМД. Геохемијска процена има за циљ мапирање дистрибуције и варијабилности кључних геохемијских параметара, карактеристика стварања киселине и испирања елемената.
Процена може обухватати:
1. Узимање узорка;
2. Статички геохемијски испитни рад (нпр. Обрачун киселина-база, спецификација сумпора);
3. Кинетички геохемијски тест - Спровођење тестова потрошње кисеоника, као што је OксКон, за квантификовање брзина стварања киселости [16]
4. Моделовање оксидације, стварања и ослобађања загађивача; и
5. Моделовање састава материјала.

## Поступак

### Превид
У Уједињеном Краљевству, многа испуштања из напуштених рудника изузета су од регулаторне контроле. У таквим случајевима Агенција за животну средину која сарађује са партнерима као што је Управа за угаљ обезбедила је нека иновативна решења, укључујући изграђена решења за мочваре, као што су река Пелена у долини реке Афан близу Порт Талбот-а и изграђена мочвара поред реке Неат на Инисарвед-у.
Иако напуштени подземни рудници производе већи део одводње киселина из рудника, неки недавно минирани и обновљени површински рудници произвели су АРД и деградирали локалне ресурсе подземне воде и површинских вода. Кисела вода произведена у активним рудницима мора се неутралисати да би се постигла pH 6-9 пре него што је дозвољено испуштање са места рудника у поток.
У Канади је рад на смањењу ефеката киселе дренаже у руднику концентрисан у оквиру програма Неутрална дренажа минског окружења (МЕНД). Укупна обавеза одводње киселих стена процењује се на између 2 и 5 милијарди $. Током периода од осам година, МЕНД тврди да је смањио обавезу АРД-а за до 400 милиона $, од улагања од 17,5 милиона $.

### Методе

#### Неутрализација креча
Убедљиво најчешће коришћени комерцијални поступак за третирање киселе дренаже у руднику су падавине креча ( CaO) у процесу муља велике густине (ХДС). У овој апликацији, каша креча се распршује у резервоар који садржи одвод дренаже киселина из рудника и рециклирани муљ да би се pH воде повећао на око 9. При овом pH, већина токсичних метала постаје нерастворљива и таложи се, захваљујући присуству рециклираног муља. По жељи се у овај резервоар може увести ваздух за оксидацију гвожђа и мангана и помоћ у њиховим падавинама. Настала суспензија се усмерава у посуду за таложење муља, као што је прочишћивач. У тој посуди ће се чиста вода прелити да би се ослободила, док ће се таложени метални талози (муљ) рециклирати у резервоар за пречишћавање дренаже киселих мина, са бочним млазом који троши муљ. Постоји читав низ варијација овог процеса, како налаже хемија АРД, његов обим и други фактори. Генерално, производи процеса ХДС садрже и гипс ( CaSO4 ) и нереаговани креч, који побољшавају његово таложење и отпорност на поновно закисељавање и мобилизацију метала. Општа једначина за овај процес је:
H2SO4 + CaO -> CaSO4 + H2O
тачније у воденом раствору :
SO42− + 2H+  + Ca2++O2−(aq) -> Ca2+ + SO42−(aq) + 2H+ + O2− (aq)
Мање сложене варијанте овог поступка, као што је једноставна неутрализација креча, могу укључивати само силос за креч, резервоар за мешање и језерце за таложење. Ови системи су далеко јефтинији за изградњу, али су и мање ефикасни (тј. потребно је дуже време реакције, а они производе пражњење са већим концентрацијама метала у траговима, ако су присутни). Они би били погодни за релативно мале протоке или мање сложену одводњу киселина из рудника.

#### Неутрализација калцијум-силиката
Сировина калцијум-силиката, направљена од обрађене челичне шљаке, такође се може користити за неутралисање активне киселости у АМД системима уклањањем слободних јона водоника из раствора, чиме се повећава pH. Како силикатни анјон хвата јоне H + (повишавајући pH), он формира моносиличну киселину (H4SiO4), неутралну растворену супстанцу. Моносилична киселина остаје у раствору за расуте производе и игра много улога у исправљању штетних ефеката киселих стања. У масовном раствору, силикатни анјон је веома активан у неутралисању H + катјона у раствору тла. Иако се његов начин деловања прилично разликује од кречњака, способност калцијум-силиката да неутралише киселе растворе еквивалентна је кречњаку, о чему сведочи његова вредност CCE од 90-100% и његова релативна неутрализациона вредност од 98%.
У присуству тешких метала, калцијум-силикат реагује на другачији начин од кречњака. Како кречњак подиже pH раствора, а ако су присутни тешки метали, таложење хидроксида метала (са изузетно ниском растворљивошћу) се нормално убрзава и потенцијал оклопавања честица кречњака значајно се повећава. У агрегату калцијум-силиката, како се врсте силицијумске киселине апсорбују на површину метала, развој слојева силицијум диоксида (моно- и двослојни) доводи до стварања колоидних комплекса са неутралним или негативним површинским набојима. Ови негативно наелектрисани колоиди међусобно стварају електростатичку одбојност (као и негативно наелектрисане грануле калцијум-силиката), а одвојени метални колоиди се стабилизују и остају у распршеном стању - ефикасно прекидајући таложење метала и смањујући рањивост материјала на армирање.

#### Неутрализација карбоната
Генерално, кречњака или других вапненастих слојева који би могли да неутралишу киселину недостају или недостају на местима која производе дренажу киселих стена. Чипс од кречњака може се уносити на локације како би се створио неутрализујући ефекат. Тамо где је коришћен кречњак, попут Цвм Реидол-а у средњем Велсу, позитиван утицај је био много мањи него што се очекивало због стварања нерастворљивог слоја калцијум-сулфата на чиповима кречњака, везивања материјала и спречавања даље неутрализације.

#### Јонска размена
Процеси катјонске размене су претходно истражени као потенцијални третман за одводњавање киселих рудника. Принцип је да јоноизмењивачка смола може уклонити потенцијално токсичне метале (катјонске смоле), или хлориде, сулфате и уранил сулфатне комплексе (ањонске смоле) из рударске воде . Једном када се контаминанти адсорбују, места замене на смолама морају се обновити, што обично захтева киселе и базне реагенсе и ствара саламуру која садржи загађиваче у концентрованом облику. Јужноафричка компанија која је 2013. године освојила награду IChemE (ww.icheme.org) за управљање водоснабдевањем и снабдевање водом (лечење АМД) развила је патентирани поступак размене јона који економски третира минске отпадне воде (и АМД).

#### Изграђена мочвара
Током 1980-их предложени су изграђени системи мочвара за пречишћавање одводње киселина из рудника генерисаних напуштеним рудницима угља у Источној Апалачији. Генерално, мочваре добијају готово неутралну воду, након што је неутралисана (обично) поступком обраде на бази кречњака. Таложење метала настаје њиховом оксидацијом при скоро неутралном pH, комплексирањем са органском материјом, таложењем у облику карбоната или сулфида. Потоњи је резултат седиментних анаеробних бактерија способних да претворе сулфатне јоне у сулфидне јоне. Ови сулфидни јони се тада могу везати са јонима тешких метала, таложећи тешке метале из раствора и ефикасно преокрећући читав процес. 
Атрактивност конструисаног решења за мочваре лежи у његовој релативно ниској цени. Ограничени су оптерећењем метала са којим могу да се носе (било због великих протока или концентрације метала), мада су тренутни практичари успели да развију изграђене мочваре које третирају велике количине (погледајте опис мокришта изграђених од рудника Кампбел) и / или високо киселу воду ( уз адекватан предтретман). Обично ће се отпадне воде из изграђених мочвара које примају готово неутралну воду добро пуферирати између 6,5-7,0 и лако се могу испустити. Неки талози метала задржани у седиментима су нестабилни када су изложени кисеонику (нпр. Бакар сулфид или елементарни селен) и веома је важно да мочварни седименти остану у великој мери или трајно потопљени.
Пример ефикасне изграђене мочваре је на Афон Пелена у долини реке Афан изнад Порт Талбот, где су успешно третирани веома гвоздени испусти из рудника Витворт . 

### Технологије
Постоје многе технологије за поправљање АМД од традиционалних скупих постројења за пречишћавање воде до једноставних метода дозирања реагенса за пречишћавање воде на лицу места .

## Метагеномска студија
Са напретком стратегија секвенцирања великих размера, геноми микроорганизама у заједници за одводњавање киселих рудника директно се секвенцирају из околине. Готово пуни геномски конструкти омогућавају ново разумевање заједнице и способни су да реконструишу своје метаболичке путеве. Наше знање о ацидофилима у дренажи киселих рудника и даље је основно: знамо за много више врста повезаних са АРД-ом него што можемо успоставити улоге и функције  .

## Откривање микроба и лекова
Научници су недавно почели да истражују одводњавање киселих рудника и места мелиорације за јединствене бактерије у тлу које су способне да производе нове фармацеутске трагове. Микроби у земљишту дуго су били извор ефикасних лекова, а нова истраживања, попут оног проведеног у Центру за фармацеутска истраживања и иновације, сугеришу да су ова екстремна окружења неискоришћен извор нових открића.

## Списак изабраних локација за одводњавање киселих рудника широм света
Ова листа укључује и руднике који производе киселу одводњу од рудника и речне системе на које је таква дренажа значајно погођена. Ни у ком случају није потпун, јер широм света постоји неколико хиљада таквих локација.

### Африка
- Вест Ранд Голдфлд,[32] Витвотерсранд, Јужна Африка

### Европа
- Авока, округ Вицклов, Ирска
- Рудник Азналколар на месту Гуадиамар, Шпанија
- Веал Јане, Цорнвал, Енглеска
- Река Тинто, Шпанија
- Рудник Либиоле,[33] Италија
- Река Спре, Немачка

### Северна Америка
- Тунел Арго, Ајдахо Спрингс, Колорадо, САД
- Суперфунд локација Беркелеи Пит, која покрива реку Кларк Форк и 50.000 хектара (200  km²) у и око Буте-а, Монтана, САД
- Рудник Сумитвиле у округу Рио Гранде у Колораду . Подручје има и природну и рударску погоршану одводњу киселина која се улива у рачву Вригтман, а затим у реку Аламоса која се улива у долину Сан Луис
- Британиа Беак, Британска Колумбија, Канада
- Клинч - систем реке Повел, Вирџинија и Тенеси, САД
- Рудник Маунтаин Ирон, округ Схаста, Калифорнија, Сједињене Државе
- Мондаи Крек, Охио, САД
- Ирвин Синцлине у југозападној Пенсилванији
- Пронто рудник јаловишта, подручје језера Елиот, Онтарио, Канада
- Норт Форк оф Кентуцки река, Кентуцки, САД
- Бушотина Олд Форге, река Лацкаванна, Пенсилванија. Испушта између 40-100 милиона галона дренаже киселих рудника дневно.[34]
- „Цхеат Ривер Ватертерсхед”. Архивирано из оригинала 18. 02. 2020. г. Приступљено 05. 09. 2020., Западна Вирџинија, САД
- Поводје Цопперас Броок из рудника Елизабетх у С. Страффорд, Вермонт, утиче на реку Омпомпаноосуц
- Рудник Давис пирита у северозападном Масачусетсу
- Хјуз је отворио рупу, Пенсилванија
- Рудник златног краља, Колорадо, САД

### Океанија
- Брукунга, Јужна Аустралија [35]
- Рудник Грасберг, провинција Папуа, Индонезија [36]
- Рудник цинка у реци МцАртхур, северна територија, Аустралија [37]
- Рудник Моунт Морган, Куеенсланд, Аустралија [38]
- Ок Теди еколошка катастрофа коју је изазвао рудник Ок Теди, река Ок Теди, Папуа Нова Гвинеја [39]
- Рудник Туи, напуштени рудник на западним падинама планине Те Ароха у ланцу Каимаи на Новом Зеланду, сматра се најконтаминиранијим местом у земљи
- Минерална поља западне обале, Тасманија, Аустралија [40]